# وصيفة الشرف
وصيفة الشّرف هي رواية للكاتبة البريطانية روث رندل، صدرت عام 1989. تُعتبر عمومًا من الأعمال المُفضلة لدى الجماهير، وقد حُولت إلى فيلم مشهور عام 2004 من قبل كلود شابرول (الذي قام سابقًا بالإقتباي من رواية رندل السابقة حكم في الحجر، وقد لاقى نجاحًا كبيرًا). 

## الملخص
فيليب واردمان، شاب يكره جميع أشكال العنف، يعيش في المنزل مع والدته وأخته. مثله الأنثوي، مصدر تخيلاته المُراهقة، يمثله تمثال جميل لفلورا، حورية. الشاب مفتون أيضا بريبيكا، وهي امرأة لا تُغتال من المفترض أنها شغوفة بلندن، وقد تطورت في سحر رهيب مرعب.

## في السينمائي
في سنة 2004 أنتج كلود شابرول، مع بينوا ماجيميل، لورا سميت، أورور كليمان، وبرنار لو كوك، فيلم وصيفة الشرف [الإنجليزية]. وهو فيلم فرنسي مقتبس من رواية وصيفة الشرف.